# 비디오 게임 논란
비디오 게임이 플레이어와 더 넓은 사회에 미치는 사회적 영향에 대한 많은 논쟁과 비디오 게임 산업 내부에서의 논쟁이 있어왔다. 2000년대 초부터 비디오 게임 옹호자들은 비디오 게임이 표현 매체로 사용될 수 있다고 강조하며, 표현의 자유를 규정하는 법률에 따라 보호되어야 하며 교육 도구로도 사용될 수 있다고 주장했다. 비판자들은 비디오 게임이 해롭다고 주장하며 따라서 입법적 감독과 제한을 받아야 한다고 주장한다. 비디오 게임의 긍정적 및 주장되는 부정적 특성과 영향은 과학적 연구의 대상이다. 학술 연구는 비디오 게임과 중독, 공격성, 폭력, 사회 발달, 그리고 다양한 고정관념 및 성도덕 문제 사이의 연관성을 조사해왔다.

## 논란 분야

### 비디오 게임 콘텐츠 관련

#### 폭력

비디오 게임의 ESRB 등급. 과도하게 폭력적이거나 성적인 비디오 게임에 대한 접근을 통제하는 데 사용된다.

비디오 게임은 처음부터 폭력 묘사로 인해 우려의 대상이 되어왔으며, 비디오 게임 기술이 발전하고 게임의 시각적 디테일과 사실감이 향상되면서 이러한 우려는 더욱 커졌다. 비디오 게임은 특히 1999년 콜럼바인 고등학교 총기 난사 사건 이후 폭력적인 행동의 가능한 원인으로 자주 간주되지만, 학술 연구에서는 비디오 게임의 폭력과 폭력적인 행동 사이의 확실한 증거를 아직 밝혀내지 못했다. 미국 심리학회는 2015년에 폭력적인 비디오 게임 사용과 공격적인 행동 사이에 상관관계가 관찰되었다고 밝혔다. 그러나 "이러한 영향에 대한 해석은 극적으로 다양하여 폭력적인 비디오 게임의 영향에 대한 대중적 논쟁에 기여했다"고 언급되었다. 2017년, 미국 심리학회 제46부 (미디어 심리학 및 기술 협회)는 "폭력적인 비디오 게임을 플레이하는 것과 실제 폭력적인 활동을 저지르는 것 사이에 인과적 또는 상관적 연관성을 보여주는 증거는 거의 없다"고 밝혔다. 확실한 증거와 학술적 합의 부족에도 불구하고, 정치인과 활동가들은 폭력적인 비디오 게임이 폭력적인 행동을 유발할 수 있다는 근거로 특히 미성년자에게 판매를 제한하는 방법을 모색해왔다. 미국 내에서 비디오 게임 판매 규제 문제는 1994년 오락 소프트웨어 등급 위원회의 설립으로 이어졌고, 2011년 미국 연방 대법원의 획기적인 판례인 브라운 대 엔터테인먼트 상업 협회는 비디오 게임이 표현의 자유의 보호 대상 범주에 속하며 그러한 판매 제한에 대한 입법을 막는다고 판결했다. 퓨 리서치 센터에 따르면, 2008년 연구에서 12세에서 17세 사이의 어린이 중 97%가 비디오 게임을 했으며, 연구 대상 어린이 중 3분의 2가 폭력적인 콘텐츠가 포함된 액션 또는 어드벤처 게임을 플레이한 것으로 나타났다. 또 다른 분석에서는 ESRB에서 등급을 매긴 모든 게임 중 50% 이상이 폭력을 포함하고 있으며, 이는 10세 이상 어린이에게 적합하다고 평가된 게임의 90% 이상을 차지한다.

#### 비디오 게임으로 인한 폭력 사건 공개
비디오 게임이 폭력적인 행동을 잠재적으로 조장할 수 있다는 대중의 우려는 여러 사건이 대중화되고 공개되는 결과를 낳았다.

##### 미국 내
1997년 11월 22일, 13세 노아 윌슨은 친구인 얀시가 부엌칼로 가슴을 찔러 사망했다. 윌슨의 어머니 안드레아 윌슨은 아들이 1995년 미드웨이 게임인 모탈 컴뱃 3에 대한 집착 때문에 칼에 찔려 죽었다고 주장했다. 얀시는 게임에 너무 집착하여 자신을 페이탈리티 기술을 사용하는 캐릭터 사이랙스라고 믿었으며, 윌슨은 사이랙스가 상대를 헤드록에 걸고 가슴을 찌르는 기술을 사용한다고 주장했지만, 사이랙스는 어떤 게임에서도 이 페이탈리티를 사용한 적이 없다. 법원은 "윌슨의 고소는 구제를 받을 수 있는 청구를 진술하지 못한다"고 판결했다.
학교에서 발생한 비디오 게임 관련 범죄도 있었다. 1998년 3월 24일, 13세 미첼 존슨과 11세 앤드루 골든은 웨스트사이드 중학교 총격 사건에서 학생 4명과 교사 1명을 살해했다. 당시 언론에서는 비디오 게임과의 연관성이 언급되지 않았지만, 1년 후 콜럼바인 고등학교 총기 난사 사건 이후 평론가들이 이 사건을 재조사했고, 두 소년이 007 골든아이 (1997년 비디오 게임)을 자주 함께 플레이했으며 1인칭 슈팅 게임을 즐겼다는 사실이 밝혀졌다.
1999년 4월 20일, 에릭 해리스와 딜런 클리볼드는 콜럼바인 고등학교 총기 난사 사건에서 학생 12명과 교사 1명을 살해하고 자살했다. 두 사람은 비디오 게임 둠 (1993년 비디오 게임)에 집착한 것으로 알려졌다. 해리스는 또한 게임용 WAD를 만들었고, "인생의 역작"이라고 불리는 "티어"라는 대규모 모드를 만들었다. 그러나 소문과는 달리, 두 학생 중 누구도 학교의 배치를 모방한 둠 레벨을 만들지 않았으며, 두 사람이 둠에서 학살을 연습했다는 증거는 없다.

###### 2000년대
2001년 11월, 21세 숀 울리가 그의 어머니가 에버퀘스트 중독이라고 묘사한 상태에서 자살하면서 비디오 게임 관련 논란이 다시 불거졌다. 울리의 어머니는 이렇게 말했다.
인용 틀이 비었음 (도움말)
나중에 비디오 게임 논란은 일부 살인범들이 범죄 시뮬레이터에서 영감을 받았는지 여부에 집중되었다. 2003년 2월, 16세 미국인 더스틴 린치는 가중 살인 혐의로 기소되었다. 그는 그랜드 테프트 오토 III에 집착하여 정신 이상을 주장했다. 비디오 게임 반대론자이자 변호사인 잭 톰프슨 (활동가)은 린치를 변호하겠다고 제안했다. 톰프슨은 피해자의 아버지에게 "변호사들은 이 아이를 훈련시키고 우리 딸 졸린을 죽이는 방법을 보여준 폭력적인 비디오 게임에 대해 배심원에게 말해야 한다. 그렇지 않으면 내가 말할 것이다."라고 적힌 쪽지를 판사에게 전달하도록 격려했다. 린치는 나중에 정신 이상 변론을 철회했다. 그의 어머니 제릴린 토마스는 이렇게 말했다.
"그것은 비디오 게임이나 팍실과는 아무런 관련이 없으며, 내 아들은 살인자가 아니다."
2003년 6월 7일, 18세 미국인 데빈 무어 (살인자)는 훔친 차량 소지 혐의로 체포된 후 경찰관의 무기를 빼앗아 경찰관 2명과 통신원 1명을 총으로 쏴 죽였다. 재판에서 변호인 측은 무어가 비디오 게임 그랜드 테프트 오토: 바이스 시티에서 영감을 받았다고 주장했다. 2003년 6월 25일, 미국인 이복형제인 14세 조슈아 버크너와 16세 윌리엄 버크너는 테네시주의 주간고속도로 제40호선에서 소총으로 차량에 발포하여 45세 남성을 살해하고 19세 여성을 부상 입혔다. 두 총격범은 수사관들에게 그랜드 테프트 오토 III에서 영감을 받았다고 진술했다. 2007년 6월, 22세 텍사스주 출신 알레한드로 가르시아는 스카페이스: 더 월드 이즈 유어스 게임을 플레이하는 순서를 두고 사촌과 말다툼을 벌이다 사촌을 총으로 쏴 죽였다. 그는 2011년 4월 6일 살인 재판에서 유죄를 인정했으며, 15년에서 30년형을 선고받았다.
2007년 9월, 오하이오주에서 16세 대니얼 페트릭은 아버지의 명령에 불복하고 침실 창문을 통해 몰래 나가 헤일로 3 게임을 구입했다. 그의 아버지는 웰링턴 (오하이오주), 미국의 신의 새로운 삶 교회의 목사였다. 그의 부모는 그가 하루에 18시간까지 게임을 하는 것을 보고 결국 게임을 금지시켰고, 아버지가 9mm 권총을 보관하던 옷장 내 잠금 상자에 게임을 넣어두었다고 검찰은 밝혔다. 2007년 10월, 대니얼은 아버지의 열쇠를 사용하여 잠금 상자를 열고 총과 게임을 꺼냈다. 그는 거실로 들어가 두 부모의 머리를 쏘아 어머니를 살해하고 아버지를 부상 입혔다. 페트릭은 가석방 없는 종신형을 선고받았지만, 나중에 감형되어 23년형을 선고받았다. 변호인 측은 페트릭이 비디오 게임 중독의 영향을 받았다고 주장했다. 법원은 이러한 주장을 기각했다. 판사 제임스 버지는 소년이 무엇을 하고 있는지 충분히 알고 있었다는 증거가 많다고 생각했지만, 버지는 게임이 그에게 마약처럼 영향을 미쳤다고 생각하며 "나는 다니엘 페트릭이 이 음모를 꾸밀 당시 부모를 죽이면 영원히 죽게 될 것이라는 것을 전혀 몰랐다고 굳게 믿는다"고 말했다.
2007년 12월, 17세 라마르 로버츠와 그의 16세 여자친구 헤더 트루히요는 7세 소녀를 때려 죽인 혐의로 기소되었다. 그들은 모탈 컴뱃의 내용을 모방했다고 한다. 2008년 7월, 헤더는 징역 18년과 청소년 범죄자 프로그램 6년형을 선고받았고, 2009년 1월 16일, 라마르는 징역 36년형을 선고받았다.
2008년 6월, 그랜드 테프트 오토 IV에 집착했다고 주장하는 10대 4명이 뉴욕 뉴 하이드 파크에서 범죄 행각을 벌였다. 그들은 먼저 한 남성을 강도하여 치아를 부러뜨린 다음, 검은색 BMW를 운전하는 여성을 멈춰 세우고 그녀의 차와 담배를 훔쳤다.
2009년 4월, 조셉 존슨 3세는 일리노이주 시카고에 있는 친구 테일러의 아파트에서 비디오 게임을 두고 다투던 중 테일러를 총으로 쏴 살해한 혐의로 기소되었다.

###### 2010년대
2010년 1월, 9세 앤서니 말도나도는 새로 구입한 토니 호크: 라이드와 플레이스테이션 3 콘솔에 대한 말다툼 끝에 25세 친척 알레한드로 모랄레스에게 칼에 찔려 사망했다.
2010년 11월 29일, 필라델피아 남부에서 16세 켄달 앤더슨은 어머니가 그의 플레이스테이션을 빼앗아간 후 잠들어 있던 어머니를 클로 해머로 때려 죽였다.
2012년 3월 24일, 13세 노아 크룩스는 32세 어머니 그레첸을 강간하려다 실패하자 .22구경 소총으로 총살한 혐의로 기소되었다. 그는 1급 살인 및 폭행 혐의로 기소되었다. 살인 직후 911 신고에서 크룩스는 성적이 나빠졌다는 이유로 어머니가 자신의 콜 오브 듀티 비디오 게임을 빼앗아갔고 이것이 자신이 폭발한 이유라고 밝혔다. 신고에 따르면 크룩스는 몇 시간 전 어머니를 살해했음에도 감정적으로 보이지 않았다. 2016년, 크룩스는 징역 50년형을 선고받았다.
2012년 12월 14일 샌디훅 초등학교 총기 난사 사건 이후, 초기 언론 보도에서는 실제 범인이 아닌 라이언 랜자를 총격범으로 오인했다. 라이언이 페이스북에서 매스 이펙트를 좋아했다는 사실이 밝혀지자, 인터넷 군중은 즉시 게임의 페이스북 페이지를 공격하며 개발자들을 "어린이 살인자"라고 비난했다. 그의 형제가 학살을 저질렀다는 사실이 밝혀지자, 애덤에 대한 초기 뉴스 보도에서는 그의 행동과 스타크래프트 (시리즈) 및 댄스 댄스 레볼루션과 같은 다른 비디오 게임에 대한 강박적인 플레이 사이에 연관성이 있다고 주장했다. 영국 타블로이드지가 랜자가 폭력적인 콜 오브 듀티와 진·삼국무쌍 게임 시리즈에 집착했으며 그가 일부 게임을 소유하고 있었다고 주장한 후, 이는 인터넷에서 널리 퍼졌지만, 이 시리즈의 많은 팬들은 이러한 주장에 이의를 제기했다. 이후 서딩턴, 샌디훅 근처의 작은 마을의 대표자들은 기프트 인증서와 교환하여 폭력적인 비디오 게임을 수집하고 잠재적으로 소각하는 행사를 조직했으며, 유해하다고 간주되는 음악과 영화도 수집했다. CBS의 보도에 따르면 익명의 법 집행 기관 소식통이 비디오 게임과의 연관성을 시사했지만, 이는 나중에 코네티컷 경찰에 의해 "모든 것은 추측일 뿐"이라고 일축되었다. 그러나 이 사건은 이후 몇 달 동안 폭력적인 비디오 게임에 대한 입법 및 행정적 노력의 물결을 촉발시켰고, 조 바이든 미국 부통령과 비디오 게임 산업 대표 간의 비디오 게임 폭력에 대한 회의도 포함되었다. 2013년 11월 25일 발표된 공식 조사 보고서는 48페이지 분량의 문서에서 비디오 게임을 간략하게만 언급했으며, 란자의 동기에 기여했다고는 시사하지 않았다. 보고서는 란자가 다양한 비디오 게임을 플레이했지만, 댄스 댄스 레볼루션과 슈퍼 마리오 브라더스 같은 비폭력적인 비디오 게임을 가장 좋아했다고 밝혔다. 특히 보고서는 그가 정기적으로 몇 시간씩 플레이하고 때로는 동료와 함께 플레이했던 댄스 댄스 레볼루션에 중점을 두었다.
2013년 8월 22일, 90세 마리 스모더스는 8세 손자가 그랜드 테프트 오토 IV를 플레이한 후 총에 맞아 사망했다. 소년은 루이지애나주에 살고 있었기 때문에 기소하기에는 너무 어리다고 간주되었다.
2019년 8월 3일 텍사스 엘패소 총기 난사와 8월 4일 오하이오 데이턴 총기 난사 이후, 도널드 트럼프 대통령은 부분적으로 총기 난사를 비디오 게임 탓으로 돌렸다. 트럼프는 "우리 사회에서 폭력의 미화를 멈춰야 한다. 여기에는 이제 흔해진 끔찍하고 잔혹한 비디오 게임도 포함된다. 문제가 있는 청소년들이 폭력을 찬양하는 문화에 둘러싸이는 것은 오늘날 너무 쉽다"고 말했다. 케빈 매카시 (정치인) 하원 원내총무도 비슷한 우려를 제기했다.

##### 미국 외
2000년 4월, 스페인의 16세 호세 라바단 파르도는 가타나로 아버지, 어머니, 여동생을 살해했으며, 비디오 게임 파이널 판타지 VIII의 주인공인 스퀄 레온하트를 위한 "복수 임무"를 수행 중이라고 선언했다.
2004년 2월 27일 잉글랜드 레스터에서 17세 워렌 르블랑은 14세 스테판 파키라를 공원으로 유인하여 클로 해머와 칼로 여러 차례 찔러 살해했다. 르블랑은 맨헌트 (비디오 게임)에 집착했던 것으로 알려졌지만, 수사 결과 살인범은 게임 사본조차 소유하고 있지 않았음이 밝혀졌다. 피해자의 어머니 지젤 파키라는 그 이후로 영국에서 폭력적인 비디오 게임에 반대하는 캠페인을 벌이고 있다. 사건을 수사한 경찰은 어떤 연관성도 부인했다.
2004년 10월, 41세 중국 남성 추 청웨이는 26세 주 차오위안을 게임 미르의 전설 3에서 공동으로 얻은 가상 무기 판매를 둘러싼 분쟁으로 칼에 찔러 살해했다.
2004년 12월 27일, 중국 톈진시에서 13세 샤오 이는 비디오 게임 중독의 영향으로 24층 건물에서 뛰어내려 자살했으며, 유서에 따르면 사후에 동료 게이머들과 "재회"하기를 바랐다고 한다. 사망 전에 그는 워크래프트 III를 36시간 연속으로 플레이했다.
2005년 8월, 28세 한국인 이승섭은 스타크래프트 (시리즈)를 50시간 연속으로 플레이한 후 사망했다.
2007년 9월, 중국 광저우시에서 한 중국 남성이 인터넷 카페에서 3일 연속 인터넷 비디오 게임을 플레이한 후 사망했다.
2007년 12월, 러시아 남성이 리니지2를 두고 말다툼하다 구타당해 사망했다. 이 남성은 그의 길드와 라이벌 길드가 실제 싸움을 벌이면서 살해되었다.
2008년 8월 2일, 태국의 19세 폴왓 친노는 그랜드 테프트 오토 IV 게임을 사기 위한 돈을 얻기 위해 택시를 훔치려다가 방콕 택시 운전사를 칼로 찔러 살해했다. 경찰 관계자는 이 10대 소년이 게임 속의 비슷한 행동을 모방하려 했다고 말했다. 그 결과, 당국은 게임과 나중에 시리즈의 금지를 명령했으며, 이로 인해 유통사인 뉴 에라 인터랙티브 미디어는 태국 전역의 상점에서 그랜드 테프트 오토 IV를 포함한 모든 시리즈를 철수했다.
2008년 10월 13일, 브랜던 크리스프의 죽음과 그 후의 죽음은 그의 부모에 따르면 콜 오브 듀티 4: 모던 워페어의 강박적인 플레이와 관련이 있으며, 비디오 게임 집착에 대한 논의에서 언급되었고, CBC의 The Fifth Estate (TV 프로그램) TV 쇼에서 비디오 게임 중독과 크리스프의 이야기를 다룬 "톱 건"이라는 제목의 보고서를 낳았다. 부제는 "비디오 게임 집착이 중독과 비극으로 변할 때"였다.

###### 2010년대
2010년 1월, 게리 알콕은 그의 파트너의 15개월 된 딸이 자신의 엑스박스 게임을 방해했다는 이유로 사망 전 3주 동안 주먹으로 때리고, 뺨을 때리고, 꼬집었으며, 치명적인 복부 가격으로 내부 장기를 파열시켰다. 그녀는 여러 개의 타박상, 갈비뼈 골절, 뇌 손상을 포함하여 35개의 개별 부상을 입은 후 내부 출혈로 사망했으며, 이는 자동차 사고로 입은 부상과 유사했다. 알콕은 종신형을 선고받았으며 최소 21년을 복역해야 한다.
2010년 5월, 프랑스 게이머 줄리앙 바르오는 6개월 전 카운터 스트라이크 게임에서 자신을 칼로 찔렀던 "미하일"이라는 이름으로만 알려진 동료 플레이어를 찾아내 칼로 찔렀다. 그의 재판 판사는 그를 "사회에 위협이 되는 존재"라고 불렀다.
2011년 4월 9일, 네덜란드 알펀안덴레인에서 24세 트리스탄 반 데르 플리스는 쇼핑몰에서 총기를 난사하여 반자동 소총과 권총으로 100발 이상 발사하여 6명을 살해하고 17명을 부상 입힌 후 자살했다. 반 데르 플리스의 콜 오브 듀티: 모던 워페어 2 플레이와 알펀안덴레인 사건과 게임의 논란적인 "No Russian" 미션 사이의 유사성에 상당한 관심이 주어졌다. 이 미션에서 플레이어는 공항 터미널 내부에서 많은 무고한 사람들을 죽이는 데 참여할지 (또는 참여하지 않을지) 선택할 수 있다.
2011년 7월 22일, 아네르스 베링 브레이비크는 2011년 노르웨이 테러를 저질렀다. 그는 정부 청사 지구에서 자동차 폭탄을 터뜨린 후, 10대들을 위한 여름 캠프로 가서 많은 사람들을 쫓아가 살해했다. 이 공격으로 77명이 사망했으며, 대부분 여름 캠프에 있던 10대들이었다. 수백 명이 자동차 폭탄 폭발로 부상당했다. 브레이비크 자신은 법정에서 2009년 비디오 게임 콜 오브 듀티: 모던 워페어 2를 의도적으로 사용하여 공격을 훈련했다고 주장했으며, 특히 "홀로그램 조준 장치"를 사용하여 조준 연습을 했다고 밝혔다. 그는 자신의 선언문에서 2002년부터 공격을 계획했다고 진술했다.
2012년 4월 14일 밤, 스코틀랜드 클라이드뱅크에서 13세 소년이 기어스 오브 워 3를 플레이한 후 친구의 목을 그었다. 상처는 기관 (기도)을 노출할 만큼 깊었고 수술 후 20개의 스테이플이 필요했다. 2013년 3월, 브라이언 도처티 스코틀랜드 경찰 연맹 의장은 "이 게임들은 18세 등급이며 이 어린 나이의 아이들이 플레이해서는 안 된다"며 "우리는 아이들이 성인용 게임을 플레이하는 것을 막기 위해 무엇을 할 수 있는지 다시 살펴봐야 한다"고 말했다. 유사하거나 다른 영향들은 2004년 게리 웹이 자신의 기사 "The Killing Game"에서 미군이 증강 현실 비디오 게임을 사용하는 것을 폭로하면서 비난받았다.
2018년 2월, 잉글랜드 그레이터맨체스터주의 15세 벤 웜슬리가 자살한 후, 그의 아버지 대런은 게임의 서브플롯에서 두 캐릭터(사요리, 유리)가 우울증을 겪다가 독립적으로 자살하는 내용이 있었기 때문에 두근두근 문예부!라는 비주얼 노벨이 아들을 어두운 곳으로 "끌어들이는" 데 기여했을 수 있다고 주장했다. 웜슬리는 또한 벤이 게임 캐릭터로부터 온 것으로 추정되는 문자 메시지로 인해 밤에 자주 잠에서 깼다고 주장했지만, 게임에는 그러한 기능이 존재하지 않는다. 2018년 6월, 이 논란은 빅토리아 더비셔가 BBC 뉴스에서 다루었으며, 그녀는 이 게임을 "어린이에게 위험하다"고 불렀고 더 높은 연령 등급을 받아야 한다고 생각했다. 웜슬리의 사망에 이 게임이 비난받은 것과 BBC 인터뷰에서 논란이 다뤄진 것은 소셜 미디어에서 비판을 받았다. 일부는 비디오 게임이 비극적인 사건을 조장한 것으로 비난받는 것에 지쳤다고 했고, 다른 일부는 BBC에서 이 게임에 대한 논의가 불필요하다고 생각했다. 대런 웜슬리는 게임 캐릭터가 실제로 아들에게 문자 메시지를 보냈다고 주장한 것에 대해서도 게임에 그런 기능이 없다는 이유로 비판받았다.
2022년 8월 19일, 18세 엔리케 리라 트라드는 활, 칼, 화염병 등 다양한 무기를 사용하여 자신이 이전에 다니던 중학교를 공격하여 교사 두 명과 학생 한 명을 다치게 했고, 이후 교사에게 제압되어 체포되었다. 그는 공격 전 몇 시간 동안 젊은 소녀가 무장하고 학교를 공격하는 일본 RPG 게임 모리미야 중학교 총격 게임을 플레이하며 자신의 난동 계획을 세웠던 것으로 알려졌다.

#### 성적 테마
비디오 게임의 성적 테마에 대한 관용은 국가마다 다르다. 미국에서는 성적 테마에 대한 논란이 있었다. 예를 들어, 2005년 6월, 그랜드 테프트 오토: 산 안드레아스의 메인 스크립트에서 사용되지 않는 코드 전체가 발견되어 플레이어가 주인공의 여자친구와 성관계를 시뮬레이션할 수 있게 되었다. 이 모드인 핫 커피는 PC 버전에서는 모드를 통해, PS2 및 엑스박스 버전에서는 액션 리플레이 코드를 통해 접근할 수 있었다. 이 장면은 디스크에 남아 있었고 헥사 편집기를 통해 게임 코드의 몇 바이트를 변경하여 접근할 수 있었다. 이 기능으로 인해 ESRB는 2005년 7월 20일 산 안드레아스 등급을 "성인 전용"으로 변경했다. 또한, 이 게임은 많은 상점에서 판매가 철회되었다. 록스타 게임스는 이 분기에 2,880만 달러의 손실을 기록했다. 이 사건은 핫 커피 모드 논란으로 불렸다.
일본에서는 1989년 에로게 'Rape'에 대한 논란으로 인해 게임 출시 몇 달 후 게임이 금지되었다. 플레이어 캐릭터가 어머니와 두 딸을 스토킹하고 강간하는 스토리를 중심으로 하는 일본 에로게 레이프레이 또한 논란을 일으켰다. 이 게임 판매 반대 운동으로 인해 많은 국가에서 이 게임이 금지되었다. 일본에서만 이 게임을 판매할 예정이었던 레이프레이의 퍼블리셔는 배포를 철회했다.
2018년부터 소니는 성적인 콘텐츠와 팬 서비스가 포함된 플레이스테이션 4 게임에 대한 새로운 규정을 발표했다. 센란 카구라 버스트 리: 뉴얼의 현지화 출시에서는 플레이어가 캐릭터의 몸을 가지고 놀 수 있는 "친밀 모드"가 제거되었지만, 이에 비해 섬란 카구라 ESTIVAL VERSUS -소녀들의 선택- 및 섬란 카구라 PEACH BEACH SPLASH와 같은 이전 타이틀에 포함된 동일한 모드는 제거되지 않았다. 버스트 리: 뉴얼의 PC 버전은 변경되지 않았다. 네코파라 Vol. 1의 PS4 버전은 비슷한 이유로 검열되어, 닌텐도 스위치 및 PC 버전의 "M" 등급과 비교하여 ESRB로부터 "E" 등급을 받았다. 소니는 콘텐츠 때문에 일본 외 지역에서 오메가 라비린스 Z의 출시를 금지하기로 결정했다고 주장했다.

#### 콘텐츠 규제 및 검열
비디오 게임 규제에 대한 지지는 도덕적 공황과 연관되어 있다. 그럼에도 불구하고, 정부는 콘텐츠 등급 시스템 또는 금지를 기반으로 검열을 통해 비디오 게임 배포를 규제하는 법률을 제정하거나 제정하려고 시도했다. 2005년, 데이비드 건틀렛은 보조금, 뉴스 헤드라인, 전문적 명성이 선의로 반미디어 신념을 홍보하는 저자들에게 더 흔히 돌아간다고 주장했다. 톰 그라임스, 제임스 A. 앤더슨, 로리 베르겐은 2008년 미디어 효과 연구 생산에 대한 사회학적 영향을 조사하는 책에서 이러한 주장을 다시 강조했다.
2013년, 비디오 게임 산업의 로비 단체인 엔터테인먼트 소프트웨어 협회는 50만 명 이상의 회원을 "비디오 게임 유권자 네트워크"에 등록했다. 이는 게이머들을 동원하여 게임 산업에 부정적인 영향을 미칠 수 있는 공공 정책에 반대하는 "풀뿌리" 로비 단체이다. VGV는 2006년 ESA에 의해 설립되었으며, 페이스북, 트위터와 같은 소셜 미디어 사이트를 사용하여 회원들에게 동맹국과 반대자들을 알린다. 2013년, ESA는 VGV 법안에 반대하는 것을 포함하여 로비에 390만 달러 이상을 지출했다. 여기에는 미국국립과학원이 모든 형태의 폭력적인 미디어의 영향을 연구하도록 지시하는 초당적 연방 법안에 대한 반대도 포함되었다. 이러한 법안 자체는 일부 학자들로부터 중립적으로 문제를 연구하기보다는 과학자들이 특정 결과를 찾도록 압력을 가한다는 비판을 받았다.
중국 본토에서는 2000년 6월부터 비디오 게임 콘솔이 금지되었다. 이 금지는 2014년 1월에 마침내 해제되었다. 그러나 중국은 "중국에 적대적이거나 중국 정부의 견해에 부합하지 않는" 비디오 게임을 계속 단속할 것이다. 블룸버그에 따르면, 중국 문화부장 차이 우는 "신선한 공기를 들이마시기 위해 창문을 조금 열고 싶지만, 파리와 모기를 막기 위한 스크린도 필요하다"고 비유적으로 말했다. 중국에서 생산 및 판매되는 비디오 게임에서는 붉은 피의 표시가 금지된다.

##### 자발적 규제
미국과 캐나다의 ESRB 등급 시스템(1994년 설립)과 유럽의 범유럽 게임 정보 (PEGI) 등급 시스템(2003년 설립)과 같은 비디오 게임 산업이 채택한 자발적 등급 시스템은 부모들에게 자녀가 플레이하고 있는 (또는 플레이를 요청하는) 게임 유형에 대한 정보를 제공하는 것을 목표로 한다. 논란이 많은 게임의 일부 등급은 어린이를 대상으로 하지 않음을 나타낸다 (미국에서는 "성인용" (M) 또는 "성인 전용" (AO), 영국에서는 15 또는 18). 포장재는 그러한 게임이 어린이에게 판매되어서는 안 된다고 경고한다. 미국에서 ESRB 등급은 법적 구속력이 없지만, 많은 소매업체는 자발적으로 이러한 게임을 미성년자에게 판매하는 것을 거부한다. 영국에서는 BBFC 등급이 법적 구속력이 있다. 영국 소매업체는 법적 구속력이 없는 PEGI 등급도 시행한다.

##### 미국 정부 입법
어떤 비디오 게임 콘솔 제조업체도 AO로 표시된 게임을 북미에서 출시하도록 허용하지 않았지만, PC 게임 서비스인 스팀은 헤이트리드 (비디오 게임)와 같은 AO 타이틀을 플랫폼에서 출시하도록 허용했다. 주요 소매업체는 AO 등급 게임 판매를 꺼린다. 그러나 핫 커피 추가 기능이 명백해진 후 그랜드 테프트 오토: 산 안드레아스는 AO 등급을 받았다. 이 추가 기능은 나중에 제거되었고 게임은 M 등급을 받았다. 109차 의회와 110차 의회에서 비디오 게임 집행법이 미국 하원에 제출되었다. 이 법은 M 및 AO 등급 게임 구매 시 신분증 확인을 요구했다. 이 법안과 유사한 다른 법안들은 미국 수정 헌법 제1조 위반 가능성 때문에 성공하지 못했다. 성인용 콘텐츠가 포함된 게임의 신분증 확인을 의무화하는 법률은 없지만, 연방거래위원회의 2008년 설문조사에 따르면 비디오 게임 소매업체는 M 및 AO 등급 게임에 대한 신분증 확인을 자발적으로 늘렸으며, 미성년자 구매자에게 해당 게임을 판매하는 비율이 2000년 83%에서 2008년 20%로 감소했다. 2011년 4월의 추가 설문조사에서는 비디오 게임 소매업체가 미성년자 10대 구매자 중 13%만이 M 등급 비디오 게임을 구매하도록 허용함으로써 등급을 계속 시행하고 있으며, 이는 2009년 20%의 구매율에서 통계적으로 유의미한 감소를 보였다.
2009년 1월 7일, 캘리포니아 43번 지역구의 조 바카 대표는 H.R. 231, 비디오 게임 건강 표시법을 도입했다. 이 법안은 ESRB 등급이 T (Teen) 이상인 모든 비디오 게임의 포장에 "명확하고 눈에 띄는 위치"에 다음과 같은 경고 문구를 부착하도록 요구했다.
"경고: 폭력적인 비디오 게임 및 기타 폭력적인 미디어에 과도하게 노출되면 공격적인 행동과 연관될 수 있다." 이 제안된 법안은 상업, 무역 및 소비자 보호 소위원회에 회부되었다. 2011년 1월 24일, 조 바카는 제112대 의회의 H.R. 400으로 비디오 게임 건강 표시법을 다시 도입했다. 이 법안은 다시 소위원회로 넘어갔다.
2011년 6월 27일, 미국 연방 대법원은 브라운 대 엔터테인먼트 상업 협회에 대해 판결했다. 비디오 게임은 미국 수정 헌법 제1조에 따라 보호되는 표현이다. 이 사건은 캘리포니아주가 폭력적인 비디오 게임의 미성년자 판매를 제한하려던 법률에 초점을 맞췄다. 엔터테인먼트 상업 협회와 엔터테인먼트 소프트웨어 협회가 주도하는 비디오 게임 산업은 이 법안에 대한 금지 명령을 성공적으로 얻어냈다. 그들은 캘리포니아주 법률에 명시된 폭력의 정의가 너무 모호하며 비디오 게임을 보호되는 표현으로 취급하지 않을 것이라고 믿었기 때문이다. 이 의견은 하급 법원에서 유지되었고, 대법원의 결정으로 지지되었다. 대다수 대법관은 자신들의 주목을 받은 연구들을 피해에 대한 설득력 있는 증거로 간주하지 않았으며, 다른 형태의 미디어에는 적용되지 않는 새로운 유형의 제한된 표현을 만들 수 없다고 밝혔다.
그러나 브라이어 대법관의 소수의견은 증거를 더 설득력 있게 보았다.
디아나 폴라드 삭스, 브래드 부시맨, 그리고 크레이그 A. 앤더슨은 이 판결에 반대하며, 브라운 측에서 비디오 게임 폭력에 대한 성명을 작성한 13명의 전문가들은 학술적 merit이 훨씬 높았고, EMA를 지지하는 서명자들보다 원본 경험적 연구에 기반한 공격성/폭력에 대한 피어 리뷰 저널 논문을 평균 28배 이상 많이 작성했으며, 브라운을 지지하는 100명 이상의 서명자들은 평균 14배 이상 많이 작성했다고 주장했다. 리처드 홀, 라이언 홀, 테리 데이는 다음과 같이 답했다: "앤더슨과 부시맨이 자신들의 자격과 자신들과 동의하는 사람들의 자격이 자신들과 의견이 다른 사람들의 자격보다 우월하다고 생각한 것은 놀라운 일이 아니다"라며, 그들이 일부 학자들의 기여를 과소평가하는 방법론을 사용했을 수도 있다고 주장했다. 2013년 4월 3일, 캘리포니아 상원의원이자 민주당원인 다이앤 파인스타인은 샌프란시스코에서 500명의 유권자들에게 총기 폭력에 대해 연설했다. 그녀는 비디오 게임이 "젊은이들에게 매우 부정적인 역할을 하며, 산업은 이를 주목해야 한다"고 말했으며, 비디오 게임 산업이 총기 미화를 중단하지 않으면 의회가 개입해야 할 수도 있다고 말했다.

#### 종교 묘사
종교는 심각한 주제로 여겨지는 반면, 비디오 게임은 오락으로 간주된다. 따라서 비디오 게임에서 종교 및 종교적 모티프를 사용하는 것은 때때로 논란의 여지가 있을 수 있다. 예를 들어, 히트맨 2: 사일런트 어쌔신 (2002)은 가장 신성한 장소인 하르만디르 사힙을 묘사하면서 시크교도를 죽이는 레벨로 인해 논란을 불러일으켰다.

#### 성별 묘사
일부 학자들은 비디오 게임이 성차별적 고정관념을 강화하는 효과를 가질 수 있다고 우려를 표했다.
1998년, 센트럴 플로리다 대학교에서 딧츠가 수행한 연구에 따르면, 표본으로 추출된 33개 게임 중 41%는 여성 캐릭터가 등장하지 않았고, 28%는 여성을 성적으로 대상화했으며, 21%는 여성에 대한 폭력을 묘사했고, 30%는 여성 인구를 전혀 나타내지 않았다. 또한 여성 캐릭터의 묘사는 전형적인 경향이 있었다: 고도로 성애화된("큰 가슴과 엉덩이를 가진 아름다운 비전"), 의존적인("피해자 또는 속담에 나오는 위험에 처한 아가씨"), 반대자("악하거나 게임 목표의 장애물"), 사소한("상당히 중요하지 않은 역할로 묘사된 여성"). 그러나 이 연구는 연구 대상 비디오 게임의 범위가 넓지 않고, 현재 산업 표준을 나타내지 않는 20년 전까지의 오래된 게임을 포함했다는 비판을 받는다. 예를 들어, 강력한 여성 캐릭터의 증가된 존재감은 포함되지 않았다.
2002년, 케네디는 툼 레이더 비디오 게임 시리즈의 캐릭터 라라 크로프트의 특징을 고려했다. 그녀는 아름답고, 영리하고, 운동 능력이 뛰어나고 용감한 영국의 고고학자-모험가로 제시된다. 라라 크로프트는 액션 히로인으로서 남성과 여성 모두에게 인기를 얻었지만, 어떤 관점을 적용하느냐에 따라 '어린 소녀들을 위한 긍정적인 역할 모델'이 될 수도 있고 '남자들을 위한 눈요기와 엄지 손가락 사탕의 조합'이 될 수도 있다.
딧츠의 연구 결과는 2003년 어린이 나우(Children Now)가 의뢰한 설문조사에 의해 뒷받침된다. 이 설문조사는 성별 고정관념이 대부분의 비디오 게임에 만연해 있음을 발견했다: 남성 캐릭터(52%)가 여성(32%)보다 물리적 공격에 참여할 가능성이 높았고; 여성 캐릭터의 거의 20%가 어떤 방식으로든 과도하게 성애화되었으며, 남성 캐릭터의 35%는 극도로 근육질이었다.
2004년, 게임 개발사 에이도스는 툼 레이더: 레전드를 위해 라라 크로프트를 재모델링했다. 이 캐릭터는 더 적게 노출되는 의상과 더 현실적인 체형을 가지도록 수정되었다. 2005년, 학자 테리 플루는 비슷한 의견을 표명했다: 많은 게임에 성별 편향과 고정관념이 존재한다. 남성 캐릭터는 단단한 몸과 근육질의 남성으로 묘사되는 반면, 여성 캐릭터는 부드러운 몸과 큰 가슴을 가진 거의 벌거벗은 여성으로, 좁은 고정관념적인 방식으로 묘사된다. 여성은 대개 남성의 구출을 기다리는 시각적 대상으로 구성되는 반면, 남성은 더 많은 힘을 가진 것으로 묘사된다. 플루에 따르면, 게임에서 여성의 이러한 묘사는 남성 우위와 남성성의 주제에 대한 기본적인 사회적 아이디어를 반영한다. 모든 비디오 게임이 그러한 고정관념을 포함하는 것은 아니지만, 플루는 그것이 일반적인 특징이 될 만큼 충분히 많다고 시사하며 "...다른 성별은 다른 게임을 한다"고 말한다.

#### 성적 지향 및 성정체성 묘사
(LGBT) 캐릭터는 1980년대부터 일부 비디오 게임에 묘사되어 왔으며, 1989년 카퍼 인 더 카스트로가 LGBT 테마에 초점을 맞춘 최초의 게임 중 하나이다. LGBT 콘텐츠는 게임 회사에 의해 변화하는 규칙과 규제를 받아왔다. 이러한 규칙은 일반적으로 이성애적 성차별의 예로서, 이성애는 정상화되는 반면 동성애는 추가적인 검열 또는 조롱의 대상이 된다. 성적 지향과 성정체성은 일부 콘솔 및 PC 게임에서 중요했으며, 특히 일본 대중문화에서 그리고 LGBT 소비자를 대상으로 하는 게임에서 LGBT 정체성의 가시성이 증가하는 추세이다.

#### 인종, 국적, 민족 묘사
비디오 게임은 어린 플레이어들이 인종과 도시 문화에 대해 배우는 데 영향을 미칠 수 있다. 그랜드 테프트 오토 시리즈, 커스터의 복수, 50 센트: 불릿프루프, 디프 잼: 파이트 포 뉴욕과 같은 일부 비디오 게임에서 인종 묘사는 논란을 불러일으켰다. 2002년 게임 그랜드 테프트 오토: 바이스 시티는 인종차별적인 증오범죄를 조장한다는 비판을 받았다. 이 게임은 1986년 가상의 마이애미인 "바이스 시티"를 배경으로 한다. 이 게임은 아이티인과 쿠바인 난민 사이의 갱 전쟁을 다루며, 플레이어 캐릭터도 이에 연루된다. 그러나 이 게임은 과도한 살인을 하지 않고도 플레이할 수 있다. 2009년 게임 바이오하자드 5는 아프리카를 배경으로 하며, 플레이어는 수많은 아프리카인 적대자를 죽인다. 비판에 대한 반응으로 바이오하자드 5의 홍보 담당자들은 흑인 적대자 묘사를 검열하는 것 자체가 차별이라고 주장했다.
비디오 게임에서 아랍인과 무슬림의 초기 표현은 아라비안 나이트의 시각적 미학을 사용하고 고고학적 지역을 게임의 주요 배경으로 설정하여 그들을 이국적이고 마법적이며 원시적으로 묘사하는 데 중점을 두었다. 90년대에 계속되는 무력 충돌과 전쟁으로 인해 비디오 게임은 중동 분쟁을 배경으로 하면서 아랍인이 아닌 시각으로만 제작되기 시작했다. 이스라엘 공군은 1960년대 후반과 1970년대 후반의 전쟁을 배경으로 한 비디오 게임으로, 플레이어는 이집트, 시리아, 요르단을 습격하고 폭격할 수 있다. 9/11 사태 이후, 이라크 전쟁과 ISIL 이후, 중동을 배경으로 하고 아랍인이 악당이며 영웅적인 백인 미국인이 화자로 등장하는 전쟁 비디오 게임이 일반화되었다. 아랍인과 미국인 캐릭터는 무기 사용으로도 차별화되는데, 미국 군인들은 첨단 무기를 사용하는 것으로 묘사되고 아랍 군인들은 다양한 종류의 폭탄을 사용하는 것으로 나타난다. 이러한 서사는 메달 오브 아너: 워파이터, 콜 오브 듀티: 블랙 옵스 2, 콜 오브 듀티: 모던 워페어 3, 배틀필드 3와 같은 게임에서 나타난다. 이 게임들은 이라크, 아프가니스탄, 파키스탄과 같은 국가를 명시적으로 배경으로 하거나 미묘하고 상투적으로 중동 배경을 묘사하는 곳을 배경으로 한다. 중동을 묘사하는 비디오 게임은 주로 남성 아랍인 캐릭터를 특징으로 하는 경향이 있다. 비디오 게임에 여성 아랍인 캐릭터가 포함될 경우, 그들은 종종 성적으로 대상화된 방식으로 제시된다. 그러나 비디오 게임에서 아랍인과 무슬림의 모든 묘사가 부정적인 것은 아니다. 문명 IV는 플레이어에게 기독교 통치자 4명과 무슬림 통치자 4명 중 한 명을 캐릭터로 선택하여 무슬림 관점에서 플레이할 기회를 제공한다. 피스메이커는 이스라엘인과 팔레스타인인에 초점을 맞추지만, 두 집단 간의 평화를 찾는 데 중점을 둔다. 이 게임은 영어뿐만 아니라 아랍어와 히브리어로도 제작되어 많은 청중을 포괄했다.

### 비디오 게임 문화 관련

#### 게임 중독, 게임 장애 및 기타 건강 관련 우려
게임 중독은 컴퓨터 및 비디오 게임을 과도하거나 강박적으로 사용하여 일상생활에 부정적인 영향을 미치는 것이다. 사용자가 강박적으로 게임을 플레이하여 가족 및 친구 또는 다른 형태의 사회적 접촉으로부터 자신을 고립시키고, 더 넓은 삶의 사건보다는 거의 전적으로 게임 내 성취에만 집중하는 사례가 보고되었다. "중독성 특성"으로 인해 정치적 논란을 불러일으킨 최초의 비디오 게임은 1978년 스페이스 인베이더 아케이드 게임이었다. 중앙대학교의 한 연구에 따르면, 비디오 게임의 과도한 사용으로 인해 영향을 받는 다른 구조로는 전대상피질과 안와전두피질이 있다. 이 실험의 결과는 이러한 영역의 자극 증가를 시사하며, 이는 물질 의존과 유사한 패턴을 보인다. 연구자들은 전대상피질과 안와전두피질의 활동 증가가 게임 중독의 초기 단계임을 나타내는 것으로 해석했다.
세계보건기구는 2019년 5월에 승인된 국제질병분류 11판에 "게임 장애"를 포함했다. 이는 "지속적이거나 반복적인 게임 행동('디지털 게임' 또는 '비디오 게임')"의 패턴으로 정의되며, 세 가지 기준에 의해 정의된다: 비디오 게임 플레이에 대한 통제력 부족, 다른 관심사보다 비디오 게임에 우선순위 부여, 부정적인 결과에 영향을 받은 후에도 비디오 게임 플레이를 멈출 수 없음. 이 추가는 비디오 게임 산업과 여러 학자들에 의해 반대되었는데, 그들은 이 포함이 너무 이르며 더 많은 연구가 필요하다고 믿었다.
정신 건강 외에도, 의료 연구자들은 비디오 게임을 과도하게 플레이할 때 발생하는 장시간의 고정, 나쁜 자세, 그리고 시각 시스템의 과로로 인해 발생할 수 있는 문제에 대해 우려하고 있다. 이는 근골격계 문제, 시력 손상, 비만과 같은 여러 건강 문제로 이어질 수 있다.

#### 게임 문화와 온라인 괴롭힘
게임으로 인해 발생할 수 있는 또 다른 문제는 온라인 괴롭힘 또는 따돌림 행동이다. e스포츠 커뮤니티는 특히 유해한 행동으로 인해 어려움을 겪고 있는 것으로 보인다. 특히 경쟁적인 e스포츠 게임에서 괴롭힘과 같은 부정적인 행동은 플레이어가 높은 성과를 달성하는 데 방해가 될 수 있으며, 플레이어의 즐거움을 감소시켜 게임을 떠나게 할 수 있다. 주로 젊고 남성 중심적인 인구 구성으로 인해, 게이머들은 외부 그룹이 유해하고 여성혐오적이라고 간주하는 습관과 행동을 보일 수 있으며, 이는 다른 플레이어에 대한 괴롭힘으로 이어진다. 게임 내에서 발생하는 괴롭힘 행동의 구체적인 예는 엑스박스 라이브 서비스에서 찾을 수 있다. 온라인 채팅 및 파티 시스템으로 인해 이 서비스는 플레이어 간에 원치 않는 괴롭힘, 트롤링 또는 따돌림이 발생할 수 있다. 이러한 우려를 해결하기 위해 마이크로소프트는 플레이어의 엑스박스 라이브 계정에 대한 평판 수준을 개선했다. 이 시스템은 엑스박스 라이브 계정을 더 잘 규제하기 위해 나쁜 행동에 대해 경고하고 처벌하도록 설정되어 있다.
인터넷의 익명성은 반사회적 행동을 조장하는 요인이 될 수 있다. 이러한 유형의 행동은 게임과 분리된 인터넷의 다른 부분, 예를 들어 온라인 포럼, 소셜 미디어 사이트 등으로 확장된다. 인터넷에서 자신의 행동에 대한 책임감 부족은 다른 사람들이 괴롭힘 행동에 참여하도록 부추길 수 있다. 최소한의 처벌 위협이 없다면, 일부는 온라인 게임에서 부정적인 행동을 수행하는 것이 더 쉽다고 생각할 수 있다. 2014년에 시작된 게이머게이트 논쟁은 비디오 게임 커뮤니티 문화의 부정적인 측면에 언론의 주목을 끌었으며, 온라인 괴롭힘에 대한 조치를 취할 필요성을 강조했다.
게임과 게임 문화에서 여성에 대한 태도가 여성혐오에까지 이르는지 여부에 대해서는 의견이 엇갈린다. 예를 들어, 벤추어비트의 작가 러스 맥러플린은 이를 "비디오 게임 DNA에 뿌리박힌" 현상 유지로 보지만, 같은 매체의 조 양은 그러한 주장이 오해의 소지가 있다고 간주하며, 여성혐오가 발생하는 곳에서는 문제이지만 본질적이거나 규범적인 것이 아니며 전체 문화가 그렇게 묘사되어서는 안 된다고 반박한다. 게임 산업에서 여성 게이머의 48%가 성별을 기반으로 한 괴롭힘을 경험했다고 보고했다. 미국, 독일, 중국에서 실시된 설문조사에 따르면 여성의 59%가 괴롭힘을 피하기 위해 게임 중 자신의 성별을 숨기는 것으로 나타났다.
온라인 행동과 관련된 또 다른 문제는 어린 플레이어가 부모가 통제할 수 있는 범위를 넘어 더 성숙한 플레이어의 행동에 노출될 수 있다는 점과 괴롭힘 및 따돌림과 같은 문제이다. 과거에는 주로 각 주요 콘솔 시스템의 폐쇄적인 온라인 환경을 통해 안전한 환경을 유지할 수 있었지만, 이제 크로스 플랫폼 플레이가 널리 보급되어 한 시스템의 콘솔 플레이어가 다른 시스템 또는 개인용 컴퓨터의 플레이어와 함께 플레이할 수 있게 되면서 이러한 환경은 더 이상 그렇게 통제되지 않는다. 2020년 12월, 주요 콘솔 제조업체인 마이크로소프트, 소니, 닌텐도는 괴롭힘 및 문제 행동에 맞서기 위해 예방, 협력, 책임이라는 세 가지 원칙을 기반으로 더 안전한 게임을 장려하기 위한 공동 계획을 발표했다.

#### 청소년에 대한 비디오 게임의 영향
비디오 게임 콘텐츠(특히 폭력), 게임 중독, 온라인 괴롭힘과 관련하여 비디오 게임이 어린이의 발달에 부정적인 영향을 미칠 수 있다는 지속적인 우려가 있다. 비디오 게임은 일반적으로 어린 청소년을 대상으로 판매되며, 2008년 퓨 연구센터 연구에서 12세에서 17세 사이의 청소년 중 97%가 비디오 게임을 플레이했으며, 폭력적인 콘텐츠가 포함된 게임이 일반적으로 이러한 미성년자들이 선호하는 게임 유형에 속했다. 비디오 게임과 폭력 및 도박 중독을 연결하는 많은 연구는 어린이가 가능한 영향에 더 취약할 수 있다는 점을 고려하여 수행된다. 비디오 게임이 인지 능력과 사고력, 협력 참여를 장려하기 때문에 청소년 발달에 긍정적인 영향을 미칠 수 있는지에 대한 연구도 있었다.
일부 국가는 미성년자의 비디오 게임 접근을 제한하기 위한 법률 또는 규정을 채택했다. 가장 주목할 만한 것은 중국으로, 2008년에 비디오 게임을 잠재적으로 중독성 있는 것으로 분류한 최초의 국가이다. 2005년부터 중국은 미성년자가 비디오 게임을 플레이할 수 있는 시간을 규제하기 위한 규정을 통과시켰으며, 새로운 규정은 이를 추적하기 위한 더 엄격한 수단을 부과하고 있다. 2019년 현재 중국 법률은 미성년자의 비디오 게임 플레이 시간을 평일 90분, 주말 3시간으로 제한한다. 다른 국가는 미성년자가 구매할 수 있는 비디오 게임에 대한 콘텐츠 제한을 시행한다. 오스트레일리아 등급 위원회의 콘텐츠 등급은 법적 효력을 가지며, 등급 거부된 게임은 판매가 금지되고 MA15+, R18+, X18+ 등급을 받은 게임은 구매자의 연령을 엄격히 확인해야 한다. 독일의 소프트웨어 심의 등급 기관도 미성년자에게 유해하다고 간주되는 게임의 소매에 비슷한 제한을 둔다. 그 외의 경우, 이러한 콘텐츠 등급 시스템은 직접적으로 강제할 수 없는 가이드라인으로 사용되지만, 일반적으로 소매점에서 성인용 게임을 미성년자에게 직접 판매하는 것을 막기 위해 여전히 시행된다. 예를 들어, 미국의 ESRB 시스템의 경우, 소매업체는 일반적으로 M(성인용) 등급 게임을 미성년자에게 판매하기 전에 연령 신분증을 확인하고, AO(성인 전용) 게임은 재고를 두지 않는다.
청소년의 비디오 게임 플레이를 모니터링하고 규제하는 다른 방법은 하드웨어 또는 소프트웨어에 구현된 자녀 보호 기능을 통해 제공된다. 엔터테인먼트 소프트웨어 협회 (ESA)와 오락 소프트웨어 등급 위원회 (ESRB)에 따르면, 부모들은 게임 콘솔의 자녀 보호 기능이 유용하다고 생각한다. 부모들은 자녀가 소비하는 미디어에 대해 더 많은 지식을 얻기 위해 사용할 수 있는 자료를 가지고 있다. 비디오 게임 폭력 연구자인 셰릴 올슨 박사와 로렌스 커트너 박사는 자녀를 더 잘 모니터링하기를 원하는 부모들을 위한 조언 목록을 작성했다. 오락 소프트웨어 등급 위원회는 대규모 비디오 게임 데이터베이스의 등급에 쉽게 접근할 수 있도록 제공한다. Common Sense Media는 영화, 게임, TV 쇼 및 기타 미디어의 등급을 보여주는 데이터베이스이다. 각 미디어 조각에 대해 제안된 연령 등급과 긍정적인 메시지, 언어, 폭력, 마약 사용 및 소비주의를 측정하는 척도를 나열한다. 또한 동료 부모의 관점에서 미디어 콘텐츠 요약을 제공한다. ESRB 웹사이트는 "저희 등급 시스템은 아동 발달 및 학술 전문가들의 도움을 받아 다른 등급 시스템 및 부모에게 가치 있는 정보 분석을 기반으로 수립되었습니다. 저희는 소비자들이 게임 콘텐츠에 대한 정보를 포함하는 연령 기반 등급 시스템에 가장 잘 반응한다는 것을 발견했습니다. 게임이 발전함에 따라, 부모들은 일부 [비디오] 게임이 온라인에서 다른 사람들과 상호 작용하고 게임 내 아이템에 돈을 쓰는 것과 같은 방식으로 플레이되는 방식을 이해하는 데에도 동등한 중요성을 부여한다는 것을 알게 되었습니다"라고 명시한다.

#### 대안우파 및 극우 단체와의 연관성
비디오 게임과 대안우파의 연관성은 2014년 게이머게이트 논쟁과 관련이 있으며, 이는 당시의 문화전쟁에 기여했고 도널드 트럼프의 미국 대통령 당선으로 이어졌다. 비디오 게임의 상호작용성은 플레이어가 극우적 주제에서 즐거움을 얻도록 장려할 수 있으며, 이는 잠재적으로 그들을 극우적 입장으로 더 개방하게 하여 사실상 극우의 인큐베이터가 될 수 있다. 이에 따라 일부 대안우파 및 극우 단체는 다양한 경쟁 온라인 게임 및 포럼에서 다른 플레이어, 특히 젊은 남성 플레이어에게 접근하여 자신들의 사고방식을 주입하려는 노력을 조직하고 있는 것으로 밝혀졌다. 이러한 게임 채팅 및 포럼은 일반적으로 검열되지 않기 때문에 이러한 모집을 감지하고 방지하기가 어려웠다. 이는 2017년 유나이트 더 라이트 랠리와 같은 폭력적인 사건들로 인해 더욱 부추겨졌는데, 이 랠리를 계획하던 극우 단체들이 비디오 게임 플레이어를 위해 개발된 디스코드 (소프트웨어) 채팅 애플리케이션을 사용하고 있었음이 밝혀졌다. 2021년 전략 대화 연구소의 보고서에 따르면, 스팀, 디스코드, D라이브, 트위치와 같은 게임 서비스가 극우 및 신나치주의자 집단을 공유 커뮤니티로 끌어들였으며, 일부는 선전을 통해 새로운 회원을 모집하려 하지만 대부분은 다국적 집단이 모이는 수단으로 사용된다. 연구소는 스팀이 이러한 집단의 가장 큰 인구를 가지고 있으며, 이는 서비스의 소셜 기능에 대한 검열 부족 때문이라고 밝혔다.
비디오 게임 옹호자들은 비디오 게임이 본질적으로 우익적이라는 주장에 이의를 제기했다. 그들은 게임이 대안우파 또는 극우적 행동으로 이어질 수 있는 플레이를 허용할 수 있지만, 더 자유주의적인 목표로도 플레이될 수 있으며, 플레이어가 어떻게 플레이하는지가 중요하다고 주장한다. 옹호자들은 제기된 우려에 규모가 부족하다고 경고한다. 모든 게임이 대안우파적 이상이나 신병을 촉진하는 환경을 조성하는 것은 아니며, 많은 게임은 비정치적이며 단순히 즐기기 위한 것이라고 주장한다.

#### 범죄 활동, 온라인 안전 및 사이버 보안
다른 흔한 사건으로는 온라인 카지노 사기, 피싱, 휴대폰 다이얼러, 불법 다운로드의 멀웨어, 그리고 돈세탁이 있다. 다른 이들은 불법적인 이득을 위해 내장 시스템을 사용하는 방법을 찾았으며, 특히 카운터-스트라이크 2와 같은 게임과 연관된 스킨 도박은 게임 내 가상 아이템이 실제 돈을 걸고 도박하는 데 어떻게 사용될 수 있는지에 대한 관심을 끌었다.
플레이어들은 사이버 범죄자들의 표적이 되는 경우가 점점 늘고 있다. 사이버 보안 회사 아카마이에 따르면, 2018년 7월부터 2020년 6월까지 기록된 1천억 건의 자격 증명 스터핑 공격 중 10분의 1은 비디오 게임 산업과 플레이어를 대상으로 했으며, 웹 애플리케이션 공격의 10분의 1.4(106억 건 중 1억 5,200만 건)도 마찬가지였다. 사이버 범죄자들은 비디오 게임 플레이어들을 공격하여 자격 증명, ID 또는 데이터를 훔치고, 결제 카드 정보나 게임 계정에 보관된 현금을 훔친다. 플레이어를 공격하는 동기 중 하나는 그들이 노획할 가치 있는 것을 가지고 있는 먹이통으로 간주되고, 상대적으로 취약한 표적이며(많은 수가 청소년 또는 어린이이기 때문에), 일부 활동은 그들을 공격할 기회를 증가시키기 때문이다(사회적 행동, 치트 접근, 무료 게임 다운로드 및 공유). 때로는 공격의 대상이 플레이어 자체가 아니라 게임을 제작하는 회사인 경우도 있는데, 사이버 보안 연구원들은 2021년 1월에 게임 회사들의 1백만 개 이상의 손상된 기업 계정을 발견했다.
이 분야를 대상으로 한 사이버 공격에는 다음이 포함된다.
- 디도스 공격 - NexusGuard에 따르면 2020년 3분기 디도스 공격은 287% 증가했으며, 이 중 77%가 온라인 게임 및 도박 산업을 표적으로 했다.[194]
- 테슬라크립트, 플레이어가 돈을 지불하지 않으면 좋아하는 게임을 플레이할 수 없게 만드는 랜섬웨어 공격.[195]
- ESEA 해킹으로 1,503,707개의 플레이어 프로필이 침해되어 추가 공격 및 악용에 노출되었다.[196]
- Syrk, 포트나이트 치트 해킹으로 위장한 랜섬웨어 공격으로, 플레이어의 파일을 암호화하고 돈을 지불할 때까지 2시간마다 삭제한다.[197]

#### 치팅
비디오 게임은 거의 항상 플레이어의 치팅 대상이 되어왔다. 초기에 온라인 게임 이전에는 치팅이 다른 플레이어에게 거의 영향을 미치지 않았고 무해하다고 여겨졌다. 플레이어는 개발자가 테스트 코드로 남겨둔 비밀 치트 코드를 게임에서 찾거나 (예를 들어, 수많은 생명이나 다른 보너스를 제공하는 코나미 코드와 같이), 게임 지니와 같이 게임 카트리지의 메모리를 즉시 편집할 수 있는 장치가 있었다. 플레이어는 더 고급 PC 게임을 위해 추가 옵션과 치트를 제공하는 트레이너를 개발하는 경우가 많았다. 이러한 치트는 플레이어가 게임을 완료하도록 허용했으며, 플레이어에게 추가적인 이점을 거의 제공하지 않았다.
클라이언트-서버 아키텍처를 사용하는 멀티플레이어 게임이 개발되면서, 일부 플레이어는 해당 플레이어의 이익을 위해 클라이언트 측에서 게임을 수정하는 에임봇 및 월핵과 같은 여러 도구를 개발하기 시작하여 다른 플레이어에 대한 이점을 제공했다. 온라인 게임의 가상 경제 내에서 게임 내 또는 실제 상품을 얻을 수 있는 잠재력이 생기면서 이러한 도구는 더 많은 기능으로 정교해졌고, 개발자는 이러한 도구를 사용하기 위해 돈을 청구했다. 이는 결국 게임 및 미들웨어 개발자들이 이러한 도구가 사용되었을 때 자동으로 감지하여 게임에서 해당 플레이어를 차단하는 안티 치트 기술 솔루션을 개발하게 되었다. 이는 게임 개발자 및 퍼블리셔와 치트 제작자 간에 게임에서 치터들을 제거하고 이러한 자동 감지 도구를 우회하는 새로운 방법을 찾는 끊임없는 싸움으로 이어졌다. 이러한 치트가 이용 목적 제한 방침 및 게임 사용에 대한 기타 조건을 위반하는 경우가 많으므로, 개발자 및 퍼블리셔는 치트 개발자에 대한 소송에서도 성공하여 사용을 중단시키는 또 다른 수단이 되었다.
치팅과 관련하여 금전적 이득을 위해 비디오 게임을 악용하는 유사한 방법들이 있다. 이러한 예로는 쌀먹 (저소득 노동자에게 캐릭터 레벨을 올리거나 게임 내 아이템을 얻도록 비용을 지불하고, 이를 플레이어에게 이윤을 붙여 판매하는 행위)과 트윙킹 또는 스머핑 (숙련된 플레이어에게 저레벨 캐릭터를 빠르게 성장시키도록 비용을 지불하는 행위)이 있다.

### 비디오 게임 산업 관련

#### 직장 문제
비디오 게임 자체 내에서의 여성, LGBT, 소수자 묘사와 마찬가지로, 이들 그룹은 서구 시장의 비디오 게임 개발 산업 내에서도 소외될 수 있다. 2017년 산업 연구에 따르면, 이 산업은 주로 백인, 이성애자 남성으로 구성되어 있으며, 이는 70년대와 80년대 비디오 게임 마케팅의 결과이다. 전문가들은 개발자들이 비디오 게임의 스토리와 캐릭터에 대한 더 넓은 통찰력을 얻어 새로운 게임이 가능한 한 가장 많은 청중에게 어필할 수 있도록 산업에 저대표 그룹을 유치할 필요성을 강조했다. 이 산업에서 소수자들이 학대를 보고한 개별 사례는 있었지만, 2021년 현재 다른 엔터테인먼트 분야의 미투 운동과 같은 순간은 아직 없었다. 그러나 2018년부터 2021년까지 라이엇 게임즈, 유비소프트, 액티비전 블리자드에서 여성 직원들에 대한 성적 비행에 대한 주요 법적 사건들이 제기되면서, 일부 분석가들과 학자들은 비디오 게임 산업에 이러한 중요한 전환점이 다가오고 있다고 본다.
비디오 게임 개발자들은 창의적인 전문가로 간주되므로 일반적으로 초과근무 수당을 받을 자격이 없다. 특히 트리플 A (비디오 게임) 퍼블리셔의 지원을 받는 대규모 스튜디오는 게임 완성 기한을 자주 설정하고 직원에게 이 기한까지 작업을 완료하도록 요구하며, 종종 몇 주간의 초과근무를 필요로 한다. 이는 업계에서 "크런치 타임"으로 알려져 있다. 드문 크런치 타임은 용인되지만, 개발자들이 게임의 설정된 완성 기한보다 훨씬 전에 몇 달 동안 크런치 타임 모드로 강제되었던 여러 사례가 보고되었다. 이러한 관행으로 인해 2018년부터 개발자와 다른 단체들은 산업 내 노동조합 결성 및 크런치 타임과 기타 근로자 권리에 대한 합리적인 제한 설정에 대해 논의하기 시작했다.

#### 크레딧 미제공
2015년 폴리곤 (웹사이트) 기사는 크레딧 제공이 "오랫동안 게임 산업에서 민감한 문제"였다고 밝혔다. 직원이거나 심지어 스튜디오 전체가 게임 크레딧에 등재되지 않는 경우가 있었다. 때로는 퍼블리셔와 개발자 간에 상호 합의되거나 개발 당사자가 원하기도 한다. 이에 대한 자세한 내용은 비디오 게임 개발 § 아웃소싱을 참조하라. 다른 경우에는 그들의 의지에 반하거나, 그들이 얻을 수 있는 유일한 일이기 때문에 마지못해 동의하는 경우도 있었다. 크레딧 미제공은 산업 초창기부터 논쟁이 되어온 문제였다. 1970년대와 80년대에 아타리는 개발자들에게 크레딧을 전혀 주지 않았는데, 게임 디자이너 워렌 로비넷은 이를 "게임 디자이너가 인정받고 협상력을 높이는 것을 막기 위한 권력 게임"이라고 말했다. 이로 인해 로비넷은 자신의 저작권을 인정하기 위해 어드벤처 (1980년 비디오 게임) (1980)에서 최초의 잘 알려진 이스터 에그를 만들었다.
게임 내 크레딧은 공식적인 참고 자료 역할을 하며, 모비게임스 및 자이언트 밤과 같은 웹사이트에 통합된다. 어떤 사람이 크레딧에 등재되지 않더라도 포트폴리오 또는 이력서에 자신의 업무 경험을 포함할 수 있지만, 취업 면접 시 이를 입증하는 데 어려움을 겪을 수 있다. 게다가 기밀유지 협약은 실제로 그들이 그렇게 하는 것을 막을 수도 있다. 2006년 IGDA의 설문조사에 따르면, 응답자의 35%가 공식적인 크레딧을 "전혀 받지 못하거나" "가끔만 받는다"고 답했다. 그 후 몇 년 동안 미식, 코드마스터즈, 그리고 록스타 게임스는 모두 개발이 끝날 때까지 남아있는 직원에게만 크레딧을 제공하는 정책을 가지고 있었다고 스스로 확인했다. 이는 회사가 직원들을 가두고 떠나면 처벌하는 방식이라고 비난받았다. 특히 이 문제로 비판을 받았던 록스타는 결국 이 정책을 폐지했다. 2021년, 워싱턴 포스트는 이 문제가 여전히 "매우 큰 우려 영역"이라고 밝혔다. 얀 슈벨히는 2021년 게임즈 앤 컬쳐 기사에서 크레딧 누락은 작업이 아웃소싱될 때 자주 발생하며, 특히 프리미엄 (사업 모형) 게임에서 흔하다고 썼다.

#### 반소비자적 관행
비디오 게임은 컴퓨터 소프트웨어로서 저작권 소유자의 통제 없이 복사 및 복제가 쉬워 광범위한 저작권 침해로 이어질 수 있다. 디지털 배포 이전에는 일부 게임에 플레이어가 게임의 인쇄된 매뉴얼이나 코드 휠과 같이 게임과 함께 제공되는 자료의 일부를 확인해야 하는 게임 내 단계가 포함되어 있었으며, 이는 소유권을 확인하기 위해 게임에 입력했지만, 이러한 간단한 확인은 복사본과 공유 정보를 통해 쉽게 무력화되었다. 인터넷의 광범위한 보급으로 인해 이러한 물리적 방식이 저작권 침해를 통제하기 비현실적이 되면서, 많은 개발자 및 퍼블리셔는 구매 후 디지털 콘텐츠 및 장치 사용을 통제하고 엔티티의 지적 재산을 대중의 접근으로부터 보호하기 위해 디지털 권리 관리 (DRM)로 전환했다. DRM 기술은 일반적으로 게임의 특정 설치를 설치된 컴퓨터에 연결하여 사용자가 동일한 파일을 두 번째 사용자와 공유하는 것을 방지하지만, 이는 구매자가 소유한 다른 컴퓨터에서 게임을 합법적으로 재사용하는 것을 제한할 수도 있다. DRM이 번들로 제공되는 게임에 대해 사용자가 할 수 있는 일에 제한이 가해지기 때문에, 소비자들은 DRM이 합법적인 고객에게 불편을 초래하고 대기업이 혁신과 경쟁을 억압하도록 허용한다고 주장한다. 일부 "상시 DRM" 유형에서는 DRM이 외부 서버에 영구적으로 연결되어 있어야 하므로, 사용자가 일시적으로 인터넷 연결이 없을 경우 게임을 플레이할 수 있는지 여부와 DRM 서버가 중단될 경우 게임의 운명에 대한 추가적인 우려가 제기되었다.
디지털 배급 및 비디오 게임 온라인 상점의 출현으로, 퍼블리셔 및 개발자는 초기 판매 후 추가 수익을 얻기 위해 게임을 수익화하는 방법을 모색했다. 더 큰 확장 팩은 게임 내 작은 이점을 위한 작은 구매인 부분 유료화로 이어졌다. 이의 첫 번째 사례 중 하나는 엘더 스크롤 IV: 오블리비언의 말 갑옷으로, 이는 논란을 불러일으켰다. 퍼블리셔 및 개발자는 프리미엄 (사업 모형) 게임과 같이 무료로 플레이할 수 있지만 플레이어가 게임 내 부스트에 실제 돈을 지불하여 이득을 얻는 다른 수익화 방법을 계속 개발할 것이다. 보다 최근의 접근 방식은 오버워치와 같은 게임에서 인기를 얻은 랜덤 박스의 개념으로, 플레이어는 게임 내 또는 실제 돈을 사용하여 가상 상자를 구매할 수 있으며, 이 상자에는 다양한 희귀도 수준으로 아이템이 분배된다. 랜덤 박스는 2018년 이러한 메커니즘이 도박과 너무 유사하거나 도박과 같다고 느껴지면서 심한 정부 및 언론의 조사를 받았고, 이는 지역 법률을 위반할 수 있다. 덴마크와 네덜란드와 같은 일부 국가는 랜덤 박스 사용을 금지했으며, 미국과 영국과 같은 다른 국가는 비디오 게임 산업에 랜덤 박스 사용을 자발적으로 규제하도록 촉구했다.

#### 환경 문제
비디오 게임 산업은 2010년대에 크게 성장하면서 환경 문제에도 기여한다. 콘솔과 개인용 컴퓨터를 만들기 위한 전자 하드웨어의 조달과 게임 플레이를 위한 전력 생산 모두 산업의 환경 발자국으로 간주된다. 클라우드 게임과 같은 최신 게임 기술은 데이터 센터를 활용하며, 이는 기존 컴퓨팅에 비해 일반적으로 에너지 효율이 떨어지지만 성능 이점을 제공한다. 2019년 현재 미국에서는 비디오 게임에 사용되는 총 전력이 연간 약 34TWh 또는 총 국내 에너지 시장의 2.4%로 추정되었으며, 이는 5백만 대의 가솔린 엔진 자동차와 동일한 연간 24MT의 이산화탄소 배출량과 관련이 있다. 주요 콘솔 제조업체인 소니와 마이크로소프트 모두 콘솔 하드웨어를 더욱 지속 가능하게 개선하고 전력 요구 사항을 줄이겠다고 약속했다.

## 긍정적인 효과
일부 연구자들은 비디오 게임이 해를 끼치기보다 사회적 및 인지적 발달과 심리적 안녕에 유익하다고 주장한다. 일부 학자들은 게임이 중독성이 있을 수 있으며, 그들의 연구 중 일부는 게임이 인간 두뇌의 보상 회로와 어떻게 연결되는지 탐구한다. 그러나 그들은 비디오 게임 플레이의 인지적 이점을 인정한다: 패턴 인식, 시스템 사고, 그리고 인내심.

### 인지 능력
액션 비디오 게임 플레이어는 비플레이어보다 눈과 손의 협응 및 시각 운동 능력이 더 뛰어나다. 예를 들어, 방해에 대한 저항, 주변 시야 정보에 대한 민감성, 짧게 제시된 물체를 세는 능력 등이 향상된다. 플레이스테이션 무브, 키넥트, Wii의 개발을 통해 비디오 게임은 전신 움직임을 통해 운동 능력을 개발하는 데 도움이 될 수 있다. 또한 비디오 게임은 시각 및 주의력 기술 향상과도 연관되어 있다. 연구에 따르면 비디오 게임 플레이어는 비디오 게임을 하지 않는 플레이어보다 평균 2개 이상의 물체를 추적할 수 있었을 뿐만 아니라, 혼잡한 지역에서 목표물을 인식할 가능성도 더 높았다. 실험 결과 전문 게이머의 인지 및 문제 해결 능력이 향상된 것으로 나타났다. 비디오 게임 플레이가 지적으로 게으른 활동이라는 일반적인 견해가 있지만, 연구에 따르면 실제로 어린이의 공간 탐색, 추론, 기억 및 지각 능력을 강화할 수 있다.
1994년 캘리포니아 대학교에서 수행된 연구에 따르면, 5학년 학생들이 비디오 게임을 장시간 플레이한 결과 공간 능력이 향상되었다. 어린이들은 두 그룹으로 나뉘었는데, 실험 그룹은 마블 매드니스를 플레이했고, 대조 그룹은 Conjecture를 플레이했다. 이 구분은 중요하다. 왜냐하면 마블 매드니스는 공간 능력이 필요하지만 Conjecture는 그렇지 않기 때문이다. 이 결과는 일반화될 수 없을 수도 있다. 왜냐하면 어린이 표본이 단일 사립 학교에서 추출되었으며, 반드시 전체 인구를 대표하지 않을 수도 있기 때문이다. 어린이들은 각 게임을 세션당 45분씩 총 세 번의 세션 동안 연습했으며, 모두 다른 날에 진행되었다. 적절한 사전 및 사후 테스트도 공간 능력에 대해 세션 전날과 다음 날에 평가되었다. 성별에 관계없이 마블 매드니스 연습은 공간 능력을 크게 향상시켰으며, 특히 공간 능력 사전 테스트에서 낮은 성과를 보인 어린이에게서 더욱 그러했다. 반대로 Conjecture를 플레이하는 것은 어린이의 공간 능력을 향상시키지 않았다. 이는 인지 능력 변화가 나타날 때 게임 유형을 고려하는 것이 중요함을 나타낸다. 이러한 공간 능력 향상이 장기적으로 지속되는지 여부는 알 수 없다. 이는 연습의 이점이 최소한 간헐적으로 연습 세션이 이루어져야만 지속될 수 있음을 의미할 수 있다.

### 스트레스 해소
올슨은 비디오 게임이 어린이에게 사회적 이점을 제공할 수 있다고 제안한다. 예를 들어, 비디오 게임은 토론의 주제를 제공하고 어린이가 유대감을 형성할 수 있는 매개체가 될 수 있으며, 친구를 사귀는 데 도움이 될 수 있다. 비디오 게임을 플레이하는 것은 삶의 한 측면에서 어려움을 겪고 있지만 비디오 게임에서 올바르게 무언가를 할 수 있을 때 어린이의 자존감을 높일 수 있다. 또한, 어린이는 다중 플레이어 온라인 게임에서 리더십 역할을 맡는 것을 배울 수 있다. 비디오 게임 연구로 잘 알려진 심리학자 크리스토퍼 퍼거슨은 기분 관리를 통해 폭력적인 게임이 플레이어의 우울증과 적대감을 감소시킨다는 결과를 시사하는 연구를 수행했다.
라드바우드 대학교에서 수행된 연구 논문에 따르면, 긍정적인 감정을 생성하는 것은 동기 부여, 관계 구축, 실패 대처에 도움이 된다. 또한 분노, 좌절, 불안과 같은 부정적인 감정을 모니터링하고 목표를 달성하기 위해 이러한 감정을 통제하는 데 도움이 된다 (이사벨라 그라니치, 아담 로벨, 루거 C.M.E. 엥겔스). 스스로 동기 부여하는 것을 배우면 학생들은 비디오 게임에서 성과를 향상시키듯이 학업에서도 목표를 달성하고 성과를 향상시킬 수 있다. 또한, 다른 사람들과의 상호 작용에 의존하는 소셜 게임은 동료 학생, 교사 및 학교 밖의 다른 사람들 사이의 건강한 관계와 더 나은 의사소통을 촉진할 것이다. 이것은 또한 학생들이 좌절하는 대신 수업에서 더 열심히 노력하여 더 나은 성적을 얻고 실수로부터 배우고 개선하는 데 도움이 될 수 있다. 비디오 게임은 많은 학생들 사이에서 선호하는 여가 활동이므로, 긍정적인 감정을 촉진하는 게임은 교실에서의 스트레스를 완화하여 환경을 재미있고 사교적으로 만드는 데 도움이 될 것이다.
2020년 옥스퍼드 인터넷 연구소의 코로나19 범유행 기간 동안 모여봐요 동물의 숲과 플랜츠 vs 좀비: 배틀 포 네이버빌 게임을 포함한 3000명 이상의 성인 플레이어를 대상으로 한 연구에 따르면, 게임을 더 오래 플레이한 사람들이 더 행복하고 스트레스를 덜 받는 것으로 나타났다. 연구자들은 이러한 효과가 게임을 통한 능력과 사회적 상호작용의 조합에 부분적으로 기여했으며, 더 긴 플레이 시간이 플레이어의 행복을 향상시킬 수 있다고 제안했다. 그러나 연구자들은 또한 이러한 이점에 영향을 미칠 수 있는 다른 요인들도 확인했는데, 여기에는 게임 외부의 플레이어 경험이 포함될 수 있으며, 이는 더 긴 플레이 시간으로 인해 오히려 행복에 부정적인 영향을 미칠 수도 있다.

### 신체 재활
연구들은 또한 비디오 게임을 사용하여 신체 재활을 돕는 것을 시도했다. 연구자들은 비디오 게임을 사용하여 물리 치료, 질병 자가 관리 개선, 불편함으로부터의 주의 분산, 신체 활동 증가 등을 제공했다. 위의 모든 연구는 시험 대상자들 사이에서 상당한 개선을 보였다. 또한 대만에서 수행된 연구는 비디오 게임 치료가 발달 지연 아동의 신체 건강을 개선하는 데 사용될 수 있음을 보여주었다.

### 교육
다른 연구들은 가족 환경에서 다중 사용자 비디오 게임의 이점, 교실 환경에서 비디오 게임의 사용, 온라인 게임, 그리고 비디오 게임 플레이가 민첩성, 컴퓨터 지식, 사실 회상 과정 및 문제 해결 능력에 미치는 영향을 조사했다.
연구원 글레이저는 "교실의 아이는 바보처럼 보일까봐 걱정해야 한다. 게임에서는 항상 손을 들고 있으며, 진정한 학습은 실패로부터 온다"고 제안한다.
모든 비디오 게임이 무의미한 것은 아니다. 미시간 주립 대학교의 조교수 존 L. 셰리에 따르면, '교육자들은 동기 부여 도구로 교실에서 교육용 게임을 점점 더 많이 사용하고 있다. 올바른 비디오 게임은 아이들이 기본적인 문법부터 복잡한 수학에 이르기까지 모든 것을 지루한 옛날식 플래시 카드 없이 숙달하도록 돕는다.'
일부 연구는 비디오 게임이 학업 성과 면에서 가치를 가질 수 있다고 지적한다. 아마도 그 과정에서 개발되는 기술 때문일 것이다. 로열 멜버른 기술 대학교의 부교수 알베르토 포소는 호주 전역의 12,000명 이상의 고등학생이 완료한 표준화된 시험 결과 데이터를 분석한 후 다음과 같이 말했다. "게임을 플레이하면 다음 레벨로 넘어가기 위해 퍼즐을 풀게 되는데, 여기에는 낮 동안 배운 수학, 읽기, 과학의 일반 지식과 기술을 사용하는 것이 포함된다." 가디언이 요약한 바와 같이, 국제 커뮤니케이션 저널에 게재된 이 연구는 "거의 매일 온라인 게임을 플레이하는 학생들이 수학 및 읽기 시험에서 평균보다 15점 높았고 과학에서 평균보다 17점 높았다"는 것을 발견했다. 그러나 기자는 "이 방법론은 비디오 게임 플레이가 향상의 원인임을 증명할 수 없다"고도 진술했다. 가디언은 또한 콜롬비아 대학교 연구가 6세에서 11세 연령대의 학생들이 광범위한 비디오 게임을 할 경우 높은 지적 기능과 전반적인 학교 능력에서 크게 향상될 가능성이 있음을 시사했다고 보도했다.
2017년 국제 교육 기술 컨퍼런스에서 수행된 연구에서 그들은 비디오 게임 마인크래프트의 교육적 목적을 탐구했다. 이 실험에서 그들이 내린 결론은 그룹 간 협업 증가, 문제 해결 능력 향상, 컴퓨터 기술 개선 등이었다.
CNN과의 인터뷰에서 인디애나 대학교 블루밍턴의 통신학 교수인 에드워드 카스트로노바는 호주 연구 결과에 놀라지 않았다고 말하면서도 인과 관계 문제에 대해서도 논의했다. 그는 "게임과 높은 수학 및 과학 점수 사이에 연관성이 있지만, 게임 플레이가 더 높은 점수를 유발했다는 의미는 아니다. 단지 똑똑한 아이들이 도전을 찾고 있으며, 소셜 미디어에서는 그것을 찾지 못하고 보드 게임과 비디오 게임에서 찾을 수도 있다는 의미일 뿐"이라고 설명했다.

### 사업 기술
1997년에 Herz는, 2006년에는 Wade와 Beck은 저자로서 비디오 게임 플레이가 기업가적 기술을 향상시킬 수 있다고 제안했다. Herz는 공격성 및 친사회적 행동 부족과 같은 비디오 게임의 소위 부정적인 효과가 자본주의 사회에서 필요하고 유용한 특성이라고 주장했다. 특히 Herz는 많은 학술 연구자들이 반자본주의적 편견을 가지고 있어 그러한 특성의 이점을 간과했다고 주장했다.

### 친사회적 행동
2010년, 토비아스 그라이트마이어와 실비아 오스발트는 4가지 실험을 수행했는데, 일부 사람들은 친사회적 주제의 비디오 게임을 플레이했고, 다른 사람들은 중립적인 비디오 게임을 플레이했다. 그들은 친사회적 게임을 플레이한 사람들이 다른 사람이 불행을 겪고 도움을 요청했을 때 중립적인 게임을 플레이한 사람들보다 더 도움이 되었다는 것을 발견했다. 친사회적 게임을 플레이한 사람들은 또한 연구자를 돕기 위해 추가 실험에 더 기꺼이 참여했으며, 누군가가 괴롭힘을 당하는 상황에서 개입하여 상황을 진정시킬 가능성이 더 높았다.
2012년, 아이오와 주립대학교가 승인한 연구는 친사회적 게임이 어린이의 도움이 되는 행동을 촉진할 수 있는지 평가했다. 이 연구에서 9세에서 14세 사이의 어린이들은 세 가지 다른 유형의 비디오 게임을 플레이했다. 그들은 혼란을 피하기 위해 먼저 공격성을 평가받았다. 그 후, 그들은 파트너와 함께 퍼즐 과제를 완료하고 다른 방에 있는 가상의 사람에게 탄그램을 할당했다. 참가자들은 다른 방에 있는 사람이 실제로는 존재하지 않는다는 것을 몰랐던 사람에게 상품을 탈 기회가 있다고 들었다. 어린이들은 기프트 카드에 대한 자격이 없다고 들었다. 도움이 되거나 해로운 행동에 대한 측정은 가상의 사람에게 할당한 쉽거나 어려운 탄그램의 수에 기반했다. 결과는 친사회적 게임을 플레이하는 것이 폭력적인 비디오 게임을 플레이한 어린이보다 어린이의 도움이 되는 행동을 크게 증가시킨다는 것을 나타냈다. 반대로 폭력적인 비디오 게임을 플레이하는 것은 친사회적 게임을 플레이한 어린이보다 어린이의 해로운 행동을 크게 증가시켰다. 예상 패턴과의 편차도 유의미하지 않았다. 30분만 플레이한 후 관찰된 단기적인 효과는 어린이가 비디오 게임을 더 오래 플레이할수록 행동에 더 많은 영향을 미칠 수 있다는 가능성을 고려하기에 충분하다. 연구자들은 친사회적 게임 플레이가 어린이의 사회적 인지에 영향을 미친다고 결론지었다. 왜냐하면 그것이 그들의 태도와 감정에 변화를 주기 때문이다. 또한 연구의 한계를 벗어나 비디오 게임 플레이가 어린이의 행동에 영향을 미칠 수 있지만, 이것이 행동에 영향을 미칠 수 있는 유일한 요소는 아니라는 점을 주목하는 것이 중요하다.
2014년 6월 버팔로 대학교에서 수행된 연구는 가상 환경에서의 폭력적인 행동이 플레이어가 위반한 도덕 규범에 대한 민감성을 증가시킬 수 있다고 결론지었다. 이는 비디오 게임에서의 비도덕적인 행동이 플레이어에게 죄책감을 유발하기 때문이다.

## 같이 보기
- 악마화 대상
- 어린이를 생각하라
- 게임뇌
- 그리스 전자 게임 금지법
- 나라별 금지된 비디오 게임 목록
- 논란이 많은 비디오 게임 목록
- 대중 매체의 영향
- 대중 매체 폭력의 효과 연구
- 보모 국가
- 비디오 게임 등급 위원회